# Senatus consultum Velleianum
Das Senatus consultum Velleianum ist ein auf Antrag eines eponymen (namengebenden) Konsuls Mitte des ersten Jahrhunderts, wohl 46 n. Chr., ergangener Beschluss des römischen Senats. Durch ihn wurden die Gerichte angehalten, gegen Frauen gerichtete Ansprüche nicht zur Verhandlung zuzulassen, wenn diese aus Verbindlichkeiten herrührten, die der Absicherung von gegen Männer gerichteten Forderungen (zumeist Ehemänner) dienten (pro aliis reas fieri). Typischerweise lagen Interzessionen aus Darlehen (mutuum) oder Bürgschaft (sponsio, später fideiussio) zugrunde.
Der vellejanische Senatsbeschluss diente dem geschlechtsspezifischen Schutz der Frau. Ohne das senatorische Verbot hätte sich der Beklagte unterschiedlichen Rückforderungsansprüchen ausgesetzt gesehen, je nachdem ob der Geldbetrag bestimmt oder nur bestimmbar war. Geltend gemacht wurde die Undurchsetzbarkeit der Forderung mittels haftungsausschließender Einrede; zwar war das Interzessionsgeschäft der Frau nach ius civile gültig, aber vollständig entkräftbar.

## Geschichte
Das Interzessionsverbot beschäftigte bereits die Kaiser Augustus und Claudius, die per Edikt schon Maßnahmen verfügten. Sie sollten Frauen vor Nachteilen im Geschäftsverkehr bewahren, vornehmlich ging man allerdings davon aus, dass Finanzgeschäfte Männersache seien. Der darauf folgende, ursprüngliche Senatsbeschluss muss dann sehr fadenscheinig und unverbindlich formuliert gewesen sein, denn Fritz Schulz würdigte ihn in einem englischsprachigen Kontext als „superficial and clumsily worded enactment“ (übersetzt: „oberflächliche und ungeschickt formulierte Verordnung“). Seiner Auffassung nach enthielt der Beschluss bestenfalls den Charakter einer Absichtserklärung. Das änderte sich in den Folgejahren allerdings, denn es wurden Konturen für den Beschluss geschaffen, was auch den anfänglichen Streit befriedete, ob Senatskonsulte, neben den überragend bedeutsamen leges, überhaupt durchsetzbare Maßregeln erfassen könnten. Nach heutigem Verständnis umfasste das Verbot nicht nur die geschützten „Verpflichtungen“ aus Bürgschaft und Darlehenskredit, sondern alle Formen eines Schuldbeitritts oder einer Schuldübernahme. Unerheblich war zudem, ob eine derartige Schuld in eigener Sache oder zugunsten eines Dritten (intercedere pro aliis) übernommen wurde.
Nahezu zeitgleich erging ein weiteres Verbot, das sich an die Haussöhne des pater familias richtete, das so genannte Senatus consultum Macedonianum. Die Anordnung gegenüber Haussöhnen schloss den Kreis der Schutzregeln zugunsten des Umfeldes der patria potestas. Bereits im antiken Rom wurde das Verbot der heute so genannten unbenannten Zuwendung, das ist eine Schenkung unter Ehegatten, sehr ernst genommen.
Kompliziert wurden die Interzessionsregelungen dann unter Justinian während der Spätantike. Er ordnete an, dass Frauen generell keine Haftung mehr für den Mann übernehmen durften, sofern nicht ausnahmsweise ein Befreiungsvorbehalt vorlag. Solche Befreiungstatbestände konnten mittels öffentlicher Urkunde schriftlich erbracht werden. Sie dienten dem Nachweis übereinstimmender Zeugenerklärungen. Anfänglich nichtige Interzessionen konnten geheilt werden. Dazu wurde das Rechtsgeschäft einfach schriftlich wiederholt. Zugunsten des eigenen Ehemannes nutzte das im Geschäftsverkehr freilich nichts, denn in dieser Rechtsbeziehung blieben alle Geschäfte grundsätzlich absolut nichtig.
Interzessionen von Frauen waren auch während des Mittelalters und während der frühen Neuzeit unklagbar. Um dieses Abwehrrecht rechtssicher herleiten zu können, wurde auf die justinianischen Novellae (Authenticum) zurückgegriffen, diese Bestandteil des später so genannten Corpus Iuris Civilis. Darin war ein Erlass zur Ehefrauengesetzgebung enthalten, der mit dem leicht abweichenden ursprünglichen Senatsbeschluss vermischt und angewendet wurde. Konnten eidliche Bekräftigungen vorgebracht werden, oder standen die Frauen als Kauffrauen im Geschäftsleben, konnte die Unwirksamkeit der Interzessionsregeln aufgrund handelsrechtlicher Aspekte ausnahmsweise durchbrochen werden.
Die während der Neuzeit ergangenen Kodifikationen hoben das velleianische Interzessionsverbot in Teilen auf oder schwächten es zumindest deutlich ab, denn es wurden besondere Formzwänge beziehungsweise Ergänzungspflegschaften eingeführt. Wurden diese Formvorschriften eingehalten, waren die zugrunde liegenden Geschäfte auch vollwirksam.
Ende des 19. Jahrhunderts griffen die Gesetzesväter anlässlich der Beratungen zum Bürgerlichen Gesetzbuch (BGB) auf einen Beschluss des im Jahr 1861 abgehaltenen zweiten deutschen Juristentages zurück und hoben in Bezug auf Frauenbürgschaften die noch bestehenden Einschränkungen zur Geschäftsfähigkeit auf. Im Jahr 1988 wurde auch im schweizerischen Zivilgesetzbuch der Vorbehalt der Zustimmung des Vormundschaftsgerichtes bei Verpflichtungsgeschäften der Ehefrau gegenüber Dritten und zugunsten des Mannes aufgehoben. In Südafrika erlebte das Senatus Consultum Velleianum 1971 sein Ende.

## Bundesverfassungsgericht zu Angehörigenbürgschaften
Die Rechtsprechung zur Angehörigenbürgschaft steht noch heute im Kontext zum traditionellen Senatus Consultum Velleianum. Eine markante Spur legte das Bundesverfassungsgericht (BVerfG) im Jahr 1993, als es die Instanzen der Zivilgerichtsbarkeit mit seinem Bürgschafts-Beschluss anwies, Rechtsgeschäfte dieses Bürgschaftstyps zukünftig eingehender zu prüfen.
Das Verfassungsorgan beanstandete, dass es in einer Vielzahl von Fällen eine (eklatante) strukturelle Unterlegenheit der Bürgin ausmachen musste, dieser Umstand im Prozessweg aber nicht hinreichende Beachtung fand. Das BVerfG kam zu der Erkenntnis, dass diese Unterlegenheit vornehmlich auf die Unerfahrenheit der Einstehenden in Kredit- und Finanzgeschäften zurückzuführen war, was zur Folge hatte, dass sie die Bedeutung und Tragweite derartiger Geschäfte nicht erfassten und sich mit ihrer Bindung wirtschaftlich überforderten. Seit diesem Gerichtsbeschluss sehen sich die Zivilgerichte dazu angehalten, verdächtige Geschäfte auf Anhaltspunkte für eine rechtsversagende Sittenwidrigkeit zu überprüfen. Maßstab dafür ist § 138 BGB. Die Rechtsprechung betreibt mittlerweile gar spezifische Interzessionskontrolle und unterteilt die Sachverhalte dabei in Fallgruppen (vergleiche insoweit die neuere Rechtsprechung im Bürgschaftsrecht und die sittenwidrige Ehegattenbürgschaft).